# Wyspy Sula
Wyspy Sula (indonez. Kepulauan Sula) – archipelag w Indonezji; od północy oblewany przez Morze Moluckie, od wschodu przez morze Seram, od południa przez morze Banda; od zachodu oddzielony cieśniną Salue Timpaus od wysp Banggai; wchodzi w skład prowincji Moluki Północne.
Powierzchnia 4850 km²; ok. 260 tys. mieszkańców. Główne wyspy: Taliabu, Sanana, Mangole; powierzchnia górzysta (do 1649 m n.p.m.), porośnięta lasem równikowym; główne miasto Sanana.
Uprawa ryżu, kukurydzy, palmy kokosowej, trzciny cukrowej; eksploatacja lasów; rybołówstwo.